# Parasonnie
Le parasonnie fanno parte del gruppo primario dei disturbi del sonno, insieme alle dissonnie e ai disturbi del sonno correlati alla respirazione. Solitamente si manifestano nella fase del sonno non-REM. Sono legate prevalentemente ai disturbi psicologici del sonno e dei sogni.
Nel DSM-5 (2013) sono così classificate:
- Disturbo da incubi
- Disturbi dell'arousal del sonno non-REM
- Disturbo comportamentale del sonno REM
- Pavor nocturnus - tipo terrore nel sonno
- Sindrome da gambe senza riposo
- Sonnambulismo - tipo sonnambulismo

Vi rientrerebbero inoltre: 
- Bruxismo[2]
- Risvegli confusionali[1]
- Sexsomnia[3]
- Sonniloquio[4]